# Morane-Saulnier M.S.406
El Morane-Saulnier M.S.406 va ser un caça monoplaça francès desenvolupat els anys 30 del s. XX i utilitzat durant la Segona Guerra Mundial. Era un avió resistent i molt maniobrable, tot i això era lent i tenia un armament inferiors als dels caces contemporanis. Això fou àmpliament superat en combat pel Messerschmitt Bf 109E alemany durant la batalla de França.

## Especificacions

Diagrama del Morane-Saulnier M.S.406

Dades de The Great Book of Fighters:
- Tripulació= 1 pilot
- Longitud= 8,17 m
- Envergadura= 10,60 m
- Altura= 3,25 m
- Superfície alar= 23.92 m²
- Pes en buit= 1.895 kg
- Pes carregat= 2.720 kg
- Motor= "Hispano-Suiza" 12 i 31 de 12 cilindres en V, amb 860 CV en l'enlairament
- Velocitat màxima= 490 km/h a 14.700 peus(4.480 m)
- Autonomia= 1.500 km amb dipòsits de reserva externs
- Altitud màxima de servei= 10.000 m
- Ràtio d'ascens= 13,0 m/s(arribava a 6.000 m en 9 minuts)
- Càrrega alar= 141,9 kg/m²
- Ràtio potència/massa= 260 W/kg
- Armament=
  - 1 canons automàtics de calibre 20 mm Hispano-Suiza HS.404
  - 2 metralladores de calibre 7,5 mm MAC 1934